# Cây trồng hoang dại

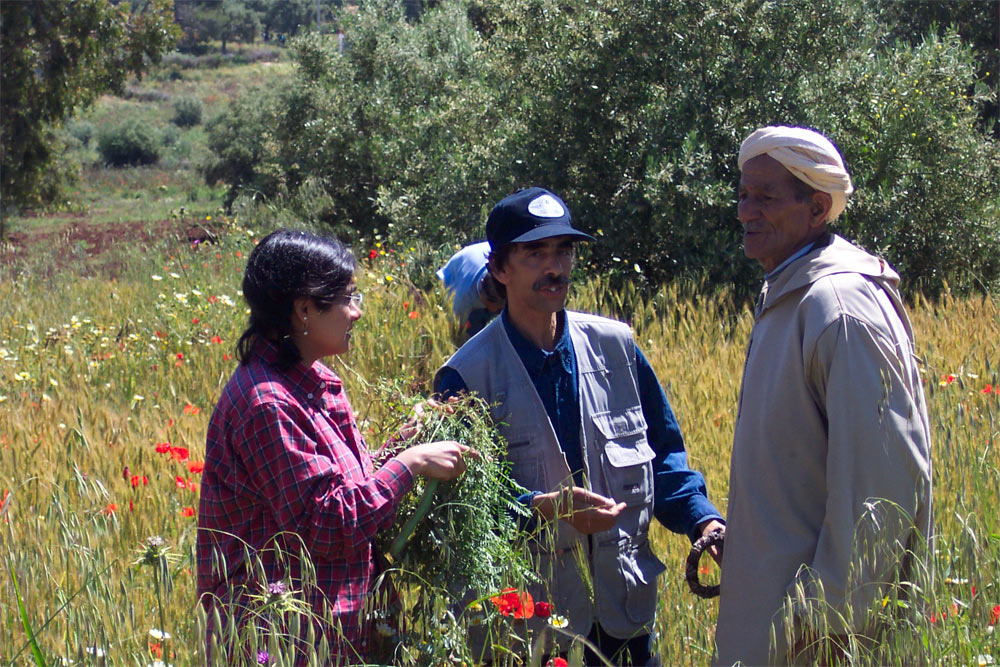
Nigel Maxted, Đại học Birmingham, Vương quốc Anh. Ảnh chụp tại Marrocco

Cây hoang dại là một loài thực vật hoang dại có quan hệ gần gũi với cây thuần hóa. Nó có thể là một tổ tiên hoang dại của cây thuần hóa hoặc tổ tiên có quan hệ gần gũi về mặt phân loại.

## Giới thiệu
Cây hoang dại là một nguồn quan trọng trong việc nâng cao chất lượng sản phẩm nông nghiệp và bảo tồn bền vững hệ sinh thái nông nghiệp. Với sự biến đổi khí hậu và sự mất cân bằng của hệ sinh thái, họ loài cây hoang dại dường như để chứng minh nguồn quan trọng trong sự đảm bảo an ninh lương thực cho thiên niên kỷ mới. Nikolai Vavilov, một nhà thực vật học người Nga, người đầu tiên đã thấy được tầm quan trọng của cây hoang dại ở đầu thế kỷ 20. Nguồn gen từ cây hoang dại đã được con người sử dụng hàng ngàn năm để cải thiện về chất lượng và năng suất của cây trồng. Người dân đã nhân giống cây trồng theo phương pháp truyền thống trong khoảng thiên niên kỷ. Ở Mexico, ví dụ như giống ngô dại (Zea mexicana) thường được trồng cạnh cây ngô thuần để xúc tiến sự lai giống tự nhiên và cải thiện năng suất. Những năm gần đây, người làm công tác về giống đã sử dụng nguồn gen của cây hoang dại để cải thiện rộng phạm vi của cây trồng như lúa (Oryza sativa), cà chua (Lycopersicon esculentum) và cây ngũ cốc, cây họ đậu.
Cây hoang dại đóng góp nhiều nguồn gen có ích cho cây trồng nói chung và các giống mới mà hầu hết các cây trồng chính ngày nay có nguồn gen từ họ hoang dại của chúng. Bởi vậy, cây hoang dại là những thực vật hoang dại liên quan tới kinh tế xã hội bao gồm cây lương thực, cây làm thức ăn cho gia súc, cây thuốc, cây làm gia vị và cây dùng làm đồ trang trí, các loài cây rừng như thực vật được sử dụng cho mục đích công nghiệp như lấy dầu, sợi và chúng còn có thể góp thêm những đặc điểm tốt. 
Cây hoang dại còn được định nghĩa theo cách khác là: "loài hoang dại là một nhóm thực vật dại mà gián tiếp sử dụng xuất phát từ mối liên chặt chẽ di truyền học tới cây trồng.

## Bảo tồn cây hoang dại
Ví dụ về một của khu bảo tồn gen đầu tiên đã được thiết lập để bảo tồn cây trồng hoang dại (CWR) gần Kalakh al Hosn, Syria. CWR là thành phần chủ yếu của hệ sinh thái tự nhiên và sinh thái nông nghiệp. Do đó chúng không thể thiếu được cho việc duy trì hệ sinh thái.. Bảo tồn chúng và sử dụng bền vững là rất quan trọng khi cải thiện sản phẩm nông nghiệp, tăng an toàn lương thực và duy trì một môi trường tốt. Quần thể tự nhiên của nhiều CWR đang gặp nhiều rủi ro. Chúng bị đe dọa bởi mất môi trường sống thông qua sự tàn phá và suy thoái của môi trường tự nhiên hay sự chuyển biến của chúng với mục đích khác.
Sự phá rừng đang là nguyên nhân chính dẫn đến mất nhiều quần thể quan trọng của cây hoang dại bao gồm cây ăn quả, cây lấy hạt và cây công nghiệp. Các quần thể của cây hoang dại ngũ cốc ở vùng đất khô cằn và bán khô hạn đang giảm đi về số lượng bởi trên sự chăn thả gia súc và kết quả sự sa mạc hóa. Sự phát triển nền nông nghiệp công nghiệp hóa đang làm mất dần đi các loài cây hoang dại trong hệ sinh thái nông nghiệp truyền thống. Kinh nghiệm bảo tồn và sử dụng về CWR là nhân tố cần thiết cho việc tăng an toàn lương thực, xóa đói nghèo và duy trì môi trường.